# ژول
ژول( انگلیسی: Joule) یکای اندازه‌گیری انرژی و کار در سامانه استاندارد بین‌المللی یکاها یا دستگاه SI است. این یکا به افتخار جیمز ژول فیزیکدان انگلیسی نام‌گذاری شده‌است.

## تعریف
بنا به تعریف، یک ژول(J) مقدار کاری است که نیروی یک نیوتن(N) در جابجا کردن یک جسم به اندازهٔ یک متر(m) انجام می‌دهد؛ یعنی:
{\displaystyle {\rm {J={\rm {N\cdot m\,\!}}}}}

## اشتباه‌گرفتن با نیوتون-متر
با وجود اینکه بُعد (دیمانسیون) ژول با نیوتون-متر یکی است ‎(۱ J = ۱ N·m = ۱ kg·m۲·s−۲)‎ اما بهتر است این دو به جای یکدیگر بکار برده نشوند،
چراکه نیوتون-متر (N·m) یکای کار و گشتاور است اما ژول واحد انرژی است. رابطهٔ گشتاور و انرژی به صورت زیر است:
{\displaystyle E=\tau \theta \ }
که E انرژی، τ اندازهٔ گشتاور و θ زاویهٔ جابجایی (بر حسب رادیان) است. از آنجایی که رادیان فاقد بُعد است، نتیجه می‌گیریم که گشتاور و انرژی دارای بعد یکسانی هستند.
اختصاص نیوتون-متر برای گشتاور و ژول برای انرژی، برای جلوگیری از سوءبرداشت‌ها و سوءتفاهم‌ها مفید است.
علت یکی بودن یکای گشتاور و انرژی این است که هم کار و هم گشتاور را می‌توان به صورت حاصلضرب نیرو در فاصله بیان کرد؛ با این وجود جزئیات ایندو مورد کاملاً متفاوت هستند؛ گشتاور حاصل ضرب خارجی نیرو در فاصله‌است در حالی که کار حاصل ضرب داخلی آن‌هاست. همچنین در گشتاور، منظور از فاصله، طول بازوی اهرم است، در حالی که در کار، منظور از فاصله، مسافت طی‌شده توسط شیءای است که به آن نیرو وارد می‌شود.

## تبدیلات
- ۱ ژول دقیقاً برابر ۱۰۷ ارگ است.
- ۱ ژول برابر ۰٫۷۳۷۶ فوت. پوند (یکای کار در دستگاه مهندسی بریتانیایی) است.
- ۱ ژول تقریباً معادل ۶٬۲۴۱٬۵۰۹٬۴۷۹٬۶۰۷٬۷۱۸٬۳۸۲٫۹۴۲۴۸۳۸۷۲۲۳۶ الکترون‌ولت (EV) است.